# 電功率

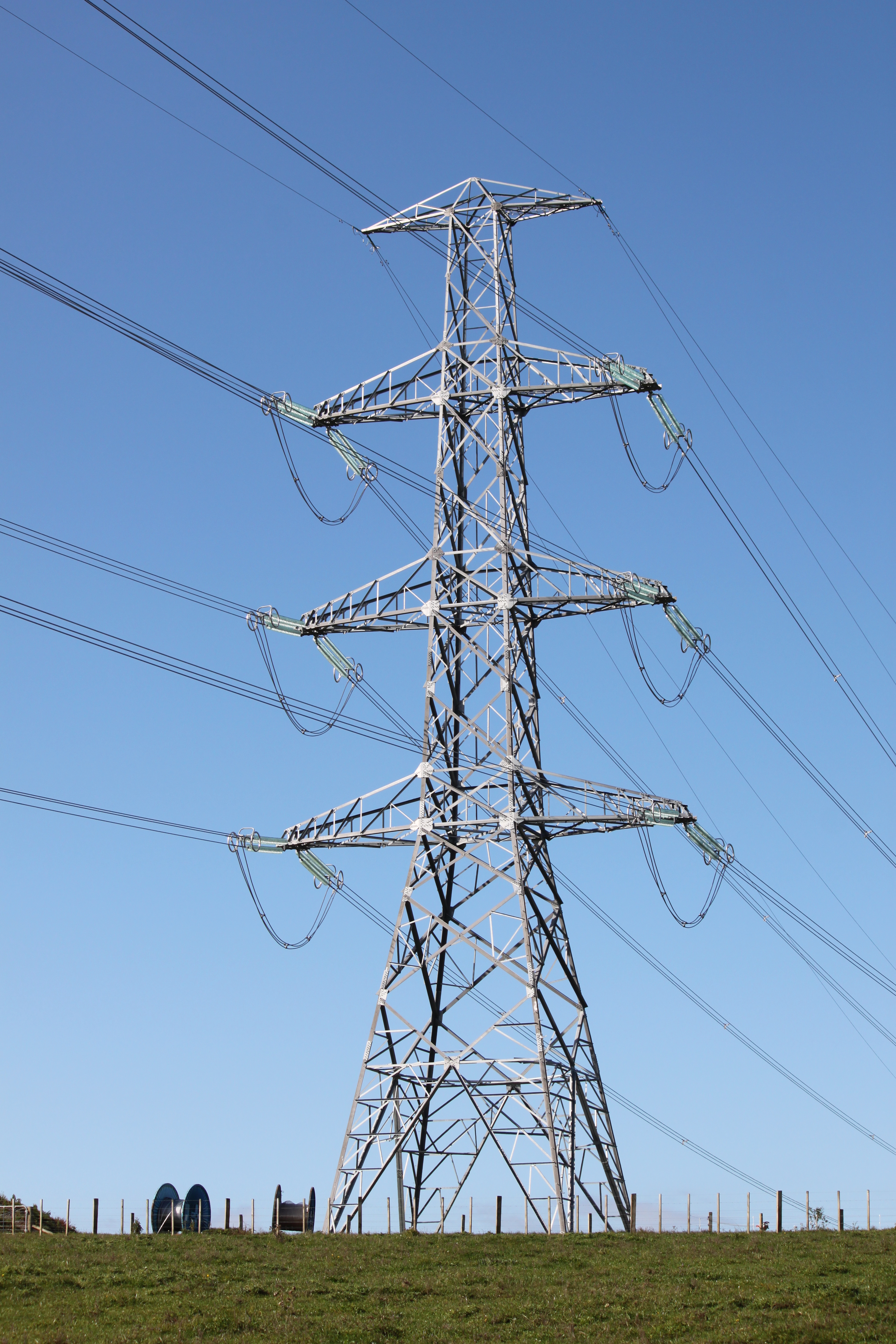
電功率透過高壓電線輸送到不同地區。上圖是紐西蘭400kV電壓電網。

电功率（electric power）泛指电能做功的能力，操作型定义是电流在单位时间内做的功，或单位时间内转移或转换的电能。可用来表示用电设备的耗用电能力（消耗电能的快慢的物理量）、发电设备的发电能力、输变电设备的输电能力。电功率類似力學中的機械功率，使用 P 或 ℘ 為符號，以 W 或 watt（瓦，瓦特）為單位。
當電流通過一個電路時，其攜帶的電能可以轉換能量成機械能，或是發熱。運用電功率的電器設備的種類很多種，例如發熱（電熱器）、光（燈泡）、動能（電動機）、聲音（揚聲器）、或化學變化（電鍍）。電功率可以經由發電機產生，或化學反應產生（電池），或是由太陽能（太陽能電池），或是轉化為化學能儲存於蓄電池。

## 单位
千伏安（kVA，kilovolt-ampere）与 千瓦（kW）基本上是一样的，都代表电功率。电流与电压的乘积等于 瓦（{\displaystyle VA=W}）。不过，瓦只适用于直流电设备，而在交流电设备上面，要把 kVA（千伏安）变成 kW（千瓦），还要乘以功率因数。用公式来表示就是：
{\displaystyle kW=kVA\cdot {\cos {\phi }}}

## 瞬时电功率
一个元件的瞬时电功率由下式给出：
{\displaystyle P(t)=U(t)I(t)}
其中 {\displaystyle I(t)} 或  {\displaystyle I} 为电流，{\displaystyle U(t)} 或  {\displaystyle U} 为元件两端的电势差。
若元件为线性元件，即电压与电流之比不随时间变化，也即服从欧姆定律，则有：
{\displaystyle P=VI=I^{2}R={\frac {V^{2}}{R}}}
其中{\displaystyle R={V \over I}}为元件的电阻。

## 視在功率
在交流電，視在功率（apparent power）包括實功及虛功。發電機必須同時提供實功及虛功，電力系統才可正常運作。視在功率的單位是伏安（VA），電力公司使用的電容及變壓器通常以kVA或MVA作為額定值的單位。

## 被動符號規定

被動元件 (負載) P>0

主動元件 (電源) P<0

電功率採用被動符號規定（passive sign convention）。電流方向以負載端或被動元件的角度來定義。電流由正流向負代表負載，P是正數。相反，電流由負流向正代表電源或主動元件，P是負數。
在交流電，虛功率也是從被動元件的角度出發。電感消耗虛功，Q是正數。發電機或電容提供虛功，Q是負數。

## 直流電路
在直流純電阻的電路中，功率的消耗計算，使用焦耳定律：
{\displaystyle P=V\cdot I}
P：功率
V：電壓
I：電流
R：電阻
在電阻性或線性負載時，可將歐姆定律的{\displaystyle I={\frac {V}{R}}}，代入計算之中：
{\displaystyle P=I^{2}\cdot R={\frac {V^{2}}{R}}}

## 交流電路

功率三角形，視在功率等於實功和虛功的向量和。

瞬間功率
在交流電路之中，電壓與電流會隨著時間改變，因此代入時間取當時的電壓與電流值，用以計算瞬間功率P(t)。
{\displaystyle P(t)=I(t)\cdot V(t)\,}
視在功率（Apparent Power）
在交流電路之中，有效電壓與有效電流的乘積為視在功率S。
{\displaystyle S=V\cdot I\,}
平均功率P
{\displaystyle P=I\cdot V\cdot \cos \theta \,}
虛功率
在交流電路之中，純電感電路或純電容電路，其瞬間功率雖不為零，但其一個電壓周期的平均功率為零，因此稱為虛功率Q，或稱電抗功率（Reactive Power）。
{\displaystyle Q=V\cdot I\cdot \theta \,}
功率因數 pf
{\displaystyle pf={\frac {P}{S}}=\cos \theta \,}
{\displaystyle S^{2}=P^{2}+Q^{2}}
平均功率
{\displaystyle P={1 \over T}\int _{0}^{T}i(t)\cdot v(t)\,dt\,}
複數功率（Complex Power）
在電機工程，通常使用複數計算電流、電壓及功率。
複功率定義為電壓乘上電流的共軛。虛數部分是正，代表電感性負載，負數代表電容性負載。
{\displaystyle S=VI^{*}=P+jQ}
其中， j 是虛數單位。

## 在空間
在同一個平面，電路流向何方，受到電和磁場存在與波動的影響。{\displaystyle P=V\cdot I}其實是被簡化過的計算。在正常情況下必須使用更複雜的計算，使用向量积的積分，即：
{\displaystyle P=\int _{S}(\mathbf {E} \times \mathbf {H} )\cdot \mathbf {dA} .\,}

## 外部連結
- （英文）IEEE Power & Energy Society （页面存档备份，存于）